# Montanhas Xerafetine
As montanhas Xerafetine (em turco: Şerafettin Dağları) é uma cadeia de montanhas na Turquia, no ponto zero da fronteira provincial de Bingol e Muxe. São irregulares a oeste da área provincial de Muxe. A maioria delas fica na província de Bingol. Os pontos altos das montanhas Xerafetine, que cobrem completamente o norte do distrito de Solcane, são Essene Tepe com uma altura de 2 388 metros e Xaquine Tepe a uma altitude de 2 675 metros.